# Sepiolina (genere)
Sepiolina Naef, 1912 è un genere di molluschi cefalopodi della famiglia Sepiolidae.

## Distribuzione e habitat
Le due specie del genere Sepiolina vivono nelle acque giapponesi.

## Tassonomia
In questo genere sono note due specie:
- S. nipponensis (S. S. Berry, 1911)
- S. petasus Kubodera & Okutani, 1911